# Lech Czerwiński
Lech Cezary Czerwiński (ur. 2 października 1948 w Koszalinie, zm. 7 października 2017) – polski polityk, nauczyciel, działacz sportowy, senator III kadencji.

## Życiorys
Absolwent Technikum Budownictwa Ogólnego w Koszalinie (1968), po czym odbył służbę wojskową. W 1980 ukończył studia nauczycielskie na Akademii Wychowania Fizycznego w Poznaniu, a dwa lata później podyplomowe studium trenerskie. Od 1967 był sędzią sportowym, przez kilka lat pełnił funkcję wiceprzewodniczącego Wojewódzkiej Federacji Sportu.
Od 1970 do rozwiązania był działaczem PZPR. Następnie przystąpił do SdRP. W latach 1990–1994 był radnym Koszalina. W 1993 został senatorem III kadencji z województwa koszalińskiego z ramienia Sojuszu Lewicy Demokratycznej. Zasiadał w Komisji Kultury, Środków Przekazu, Wychowania Fizycznego i Sportu i Komisji Praw Człowieka i Praworządności, której przewodniczył. W 1997 nie ubiegał się o reelekcję. W 2002 bez powodzenia kandydował do rady Koszalina. Wycofał się z działalności politycznej.
W 1997 otrzymał Złoty Krzyż Zasługi.